# Sahuayo FC
Sahuayo FC, auch unter der Bezeichnung Tigres Sahuayo bekannt, ist ein Fußballverein aus der mexikanischen Stadt Sahuayo de Morelos im Bundesstaat Michoacán. Seine Heimspielstätte ist das Estadio Unidad Deportiva Bicentenario Francisco García Vilchis, das 1.000 Besucher aufnehmen kann. 

## Geschichte
Der Verein wurde am 28. April 2014 mit Unterstützung des Erstligavereins UANL Tigres gegründet und fungiert als dessen Farmteam. Seit der Saison 2014/15 ist die erste Mannschaft des Sahuayo FC in der Liga de Nuevos Talentos der drittklassigen Segunda División vertreten. 
Den bisher größten Erfolg errang die Mannschaft mit dem Gewinn der Clausura 2015, dem Rückrundenturnier der Saison 2014/15. Auf dem Weg zu diesem Triumph setzten die Tigres Sahuayo sich im Viertelfinale aufgrund der Auswärtstorregel gegen die Patriotas de Córdoba (1:1 und 0:0), im Halbfinale gegen Selva Cañera (3:0 und 0:1) sowie im Finale nach Elfmeterschießen gegen Atlético San Luis durch. Das am Ende der Saison 2014/15 ausgetragene Gesamtsaisonfinale gegen den Meister der Apertura 2014, Mineros de Fresnillo, wurde im Elfmeterschießen verloren.